# Premios de la Sociedad Internacional de Cinéfilos 2007
La 4ª edición de los Premios de la Sociedad Internacional de Cinéfilos se celebró en 2007.

## Premios y nominaciones
La película ganadora está resaltada en dorado.

### Mejor película
| País           | Título           | Director                           |
| -------------- | ---------------- | ---------------------------------- |
| Reino Unido    | Children of Men  | Alfonso Cuarón                     |
| Bélgica        | L’enfant         | Jean-Pierre Dardenne, Luc Dardenne |
| Estados Unidos | Marie Antoinette | Sofia Coppola                      |
| Estados Unidos | Shortbus         | John Cameron Mitchell              |
| Estados Unidos | The Departed     | Martin Scorsese                    |
| Estados Unidos | The Painted Veil | John Curran                        |
| Australia      | The Proposition  | John Hillcoat                      |
| Reino Unido    | The Queen        | Stephen Frears                     |
| Estados Unidos | United 93        | Paul Greengrass                    |
| España         | Volver           | Pedro Almodóvar                    |

### Resto de categorías

#### Mejor película en habla no inglesa
- Pan's Labyrinth – Guillermo del Toro ( España)
- Volver – Pedro Almodóvar ( España)

#### Mejor director
- Alfonso Cuarón – Children of Men
- Paul Greengrass – United 93

#### Mejor actor
- Leonardo DiCaprio – The Departed
- Ryan Gosling – Half Nelson

#### Mejor actriz
- Helen Mirren – The Queen
- Naomi Watts – The Painted Veil

#### Mejor actor de reparto
- Michael Sheen – The Queen
- Robert Downey Jr. – A Scanner Darkly

#### Mejor actriz de reparto
- Meryl Streep – A Prairie Home Companion
- Sook-Yin Lee – Shortbus

#### Mejor reparto
- The Departed
- Volver

#### Mejor guion original
- The Queen – Peter Morgan
- Volver – Pedro Almodóvar

#### Mejor guion adaptado
- Children of Men – Alfonso Cuarón, Timothy J. Sexton, Mark Fergus, David Arata, Hawk Ostby
- The Departed – William Monahan

#### Mejor fotografía
- Children of Men – Emmanuel Lubezki
- Marie Antoinette – Lance Acord

#### Mejor diseño de producción
- Children of Men – Jim Clay, Geoffrey Kirkland
- Marie Antoinette – K.K. Barrett

#### Mejor banda sonora
- Pan's Labyrinth – Javier Navarrete
- The Painted Veil – Alexandre Desplat

#### Mejor documental
- Dave Chappelle's Block Party
- Shut Up and Sing

#### Mejor película animada
- A Scanner Darkly
- Cars